# Conclave del 1334
Il conclave del 1334 venne convocato a seguito della morte di papa Giovanni XXII e si concluse con l'elezione di papa Benedetto XII, al secolo Jacques Fournier, terzo pontefice eletto durante il periodo della cattività avignonese.

## Votazione
Il Collegio cardinalizio era diviso in due fazioni nazionaliste: i francesi, capeggiati dal cardinale Hélie de Talleyrand-Périgord, che sosteneva che il papato dovesse rimanere ad Avignone, e gli italiani, capeggiati dal cardinale Giovanni Colonna, che voleva invece che Roma tornasse sede del papato.
Il conclave iniziò il 13 dicembre ma le votazioni non iniziarono subito dai primi giorni. Uno tra i papabili di spicco fu il cardinale francese Jean-Raymond de Comminges, vescovo di Porto e Santa Rufina, sul cui nome puntavano soprattutto i cardinali che non volevano che il papato fosse riportato a Roma. Gli fu chiesto di accettare e di fare una dichiarazione solenne, ma egli rifiutò l'offerta il 20 dicembre, giorno in cui cominciarono le votazioni.
Per i cardinali, era a quell'epoca pratica comune votare al primo scrutinio per un candidato considerato senza reali possibilità di diventare pontefice (un "non papabile", insomma), al fine di vedere l'assetto generale delle posizioni, ossia come e quanti voti gli altri cardinali ricevevano. Quella volta però accadde un evento inusuale: tutti i cardinali votarono indipendentemente per il cardinale Fournier (ovviamente il prelato francese non si autovotò). I porporati non avevano pianificato insieme questa scelta, cosicché l'elezione di Fournier al primo scrutinio risultò un evento del tutto casuale.
Jacques Fournier accettò l'elezione e assunse il nome di Benedetto XII: fu incoronato solennemente l'8 gennaio 1335 nel convento domenicano di Avignone dal cardinale protodiacono Napoleone Orsini.

## Cardinali partecipanti
Al conclave del 1334 parteciparono tutti i cardinali allora viventi, cioè ventiquattro:
| Nome                                | Paese                     | Titolo                                                                      | Ruolo                                                                                        | Nascita  | Concistoro |
| ----------------------------------- | ------------------------- | --------------------------------------------------------------------------- | -------------------------------------------------------------------------------------------- | -------- | ---------- |
| Guillaume Pierre Godin              | Ducato di Guascogna       | Cardinale vescovo di Sabina                                                 | Decano del Collegio cardinalizio;                                                            | 1260 ca. | 23/12/1312 |
| Pierre des Prés                     | Regno di Francia          | Cardinale vescovo di Palestrina                                             | Arcivescovo emerito di Aix; Arcidiacono di York                                              | 1282 ca. | 20/12/1320 |
| Bertrand du Pouget                  | Regno di Francia          | Cardinale vescovo di Ostia e di Velletri                                    | Legato pontificio emerito per Bologna e il Nord Italia                                       | 1280 ca. | 17/12/1316 |
| Jean-Raymond de Comminges, O. Cist. | Regno di Francia          | Cardinale vescovo di Porto e Santa Rufina                                   | Arcivescovo emerito di Tolosa; Arcidiacono di Northampton                                    | 1285     | 18/12/1327 |
| Annibaldo Caetani                   | Stato Pontificio          | Cardinale vescovo di Frascati                                               | Legato pontificio emerito nel Regno di Napoli e in Ungheria; Arcivescovo emerito di Napoli   | 1281 ca. | 18/12/1327 |
| Arnaud de Via                       | Regno di Francia          | Cardinale diacono di Sant'Eustachio                                         | Arcidiacono di Frejus; Dottore In utroque iure                                               |          | 17/12/1316 |
| Napoleone Orsini                    | Stato Pontificio          | Cardinale diacono di Sant'Adriano al Foro                                   | Cardinale protodiacono; Basilica di San Pietro in Vaticano; Auditore della Sacra Rota Romana | 1260 ca. | 16/05/1288 |
| Imbert Dupuis                       | Regno di Francia          | Cardinale presbitero dei Santi XII Apostoli                                 |                                                                                              | 1275 ca. | 18/12/1327 |
| Hélie de Talleyrand-Périgord        | Regno di Francia          | Cardinale presbitero di San Pietro in Vincoli                               | Arcidiacono di Richmond e York                                                               | 1301     | 25/05/1331 |
| Pierre Bertrand, O. Cist.           | Regno di Francia          | Cardinale presbitero di San Clemente                                        | Vescovo emerito di Autun                                                                     | 1280     | 20/12/1331 |
| Gian Gaetano Orsini                 | Stato Pontificio          | Cardinale diacono di San Teodoro e di San Marco                             | Legato pontificio straordinario in Italia                                                    | 1285 ca. | 17/12/1316 |
| Jacques Fournier, O. Cist.          | Regno di Francia          | Cardinale presbitero di Santa Prisca                                        | Cardinale protopresbitero; Abate emerito di Sainte-Marie de Fontfroide; eletto papa          | 1285     | 18/12/1327 |
| Raymond de Mostuéjouls, O.S.B.      | Regno di Francia          | Cardinale presbitero di Sant'Eusebio                                        | Vescovo emerito di Saint-Papoul                                                              | 1275 ca. | 18/12/1327 |
| Luca Fieschi                        | Repubblica di Genova      | Cardinale diacono dei Santi Cosma e Damiano e dei Santi Marcellino e Pietro | Legato pontificio presso Enrico VII e per la pace tra Francia e Inghilterra                  | 1270     | 02/03/1300 |
| Pierre Gauvain de Montemart         | Regno di Francia          | Cardinale presbitero di Santo Stefano al Monte Celio;                       | Vice cancelliere emerito di Filippo V; Canonico di Lincoln e York                            |          | 18/12/1327 |
| Pierre des Chappes                  | Regno di Francia          | Cardinale presbitero dei Santi Silvestro e Martino ai Monti                 | Cancelliere di Francia; Tesoriere di Laon; Vescovo emerito di Arras                          |          | 18/12/1327 |
| Matteo Orsini, O.P.                 | Stato Pontificio          | Cardinale presbitero dei Santi Giovanni e Paolo                             | Padre Provinciale dell'Ordine domenicano; Amministratore apostolico della diocesi di Palermo | 1255 ca. | 18/12/1327 |
| Pedro Gómez de Barroso              | Regno di Castiglia e León | Cardinale presbitero di Santa Prassede                                      | Vescovo emerito di Cartagena                                                                 | 1270     | 18/12/1327 |
| Raymond-Guilhelm des Fargues        | Regno di Francia          | Cardinale diacono di Santa Maria Nuova                                      | Decano di Salisbury                                                                          |          | 19/12/1310 |
| Jacopo Caetani degli Stefaneschi    | Stato Pontificio          | Cardinale diacono di San Giorgio in Velabro                                 | Legato pontificio in Romagna emerito                                                         | 1265 ca. | 17/12/1295 |
| Gaillard de la Mothe                | Ducato di Guienna         | Cardinale diacono di Santa Lucia in Silice                                  | Arcidiacono di Lincoln e Oxford; Prebendario di Aylesbury                                    |          | 17/12/1316 |
| Giovanni Colonna                    | Stato Pontificio          | Cardinale diacono di Sant'Angelo in Pescheria                               | Canonico di Bayeux                                                                           | 1295 ca. | 18/12/1327 |
| Gaucelin de Jean Duèse              | Regno di Francia          | Cardinale vescovo di Albano                                                 | Penitenziere Maggiore; Vice-cancelliere di Santa Romana Chiesa                               | 1263 ca. | 17/12/1316 |
| Bertrand de Montfavès               | Regno di Francia          | Cardinale diacono di Santa Maria in Aquiro                                  | Arciprete della Basilica di San Giovanni in Laterano                                         | 1270 ca. | 17/12/1316 |

Di questi cardinali, diciannove furono creati da papa Giovanni XXII, due furono creati da papa Clemente V, due dal papa Bonifacio VIII e solo uno da papa Niccolò IV